# Västra Tommarp
Västra Tommarp – miejscowość (tätort) w Szwecji, w regionie administracyjnym (län) Skania, w gminie Trelleborg.
Według danych Szwedzkiego Urzędu Statystycznego liczba ludności wyniosła: 286 (31 grudnia 2015), 396 (31 grudnia 2018) i 408 (31 grudnia 2019).